# Pierwsza Galicyjska Tkalnia Mechaniczna
Pierwsza Galicyjska Tkalnia Mechaniczna – historyczna fabryka w Andrychowie, pierwsza tkalnia mechaniczna na południu Polski, była własnością braci Czeczowiczka (rodzina andrychowskich przedsiębiorców żydowskiego pochodzenia).

## Historia zakładu
W 1906 roku Wydział Krajowy podpisał umowę z przedsiębiorstwem budowlanym Czeczowiczka i syn. Firma zobowiązała się wybudować tkalnię  bawełnianą z kapitałem 2 milionów koron. Przedsiębiorstwo otrzymało ulgi: bezpłatny grunt pod budowę fabryki, na  20 lat zwolnienie od podatków krajowych, pożyczkę krajowa 400.000 koron na 5 lat bez procentu i  na dalsze 30 lat za opłatą 2,5 procent. W zamian Fabryka zobowiązała się zatrudniać wyłącznie Polaków.
- 7 maja 1907 – dzień wpisu do rejestru handlowego firmy spółkowej pod nazwą „Pierwsza galicyjska tkalnia mechaniczna dla wyrobów bawełnianych braci Czeczowiczka”
- lipiec 1908 – powstanie zakładu
- 1915 – uruchomienie przędzalni odpadowej
- 21 maja 1920 – zmiana nazwy na „Pierwsza galicyjska tkalnia mechaniczna wyrobów bawełnianych braci Czeczowiczka”
- 1926 – powstanie wykańczalni tkanin
- 1938 – likwidacja przędzalni odpadowej i budowa na jej miejsce przędzalni średnioprzędnej
- 26 stycznia 1945 – wycofujący się hitlerowcy niszczą zakład
- 6 kwietnia 1945 – z odbudowywanej fabryki schodzą pierwsze partie tkanin. Państwo przejmuje na własność fabrykę.
- 1 września 1946 – do tego dnia, była fabryka Bracia Czeczowiczka funkcjonuje pod nazwą „Polski państwowy zakład przemysłu włókienniczego dawniej bracia Czeczowiczka”
- 26 maja 1950 – wpis do rejestru nowej nazwy: „Andrychowskie zakłady przemysłu bawełnianego – przedsiębiorstwo państwowe w Andrychowie”

## Zatrudnienie w fabryce
- 1910 – 500 osób załogi
- 1914 – 850 osób załogi
- 1923–1924 – załoga liczy ponad 3000 pracowników
- 1932 – spadek liczby zatrudnionych do 1300
- 1938 – załoga liczy 1700 pracowników